# Симфонический оркестр Южной Ютландии

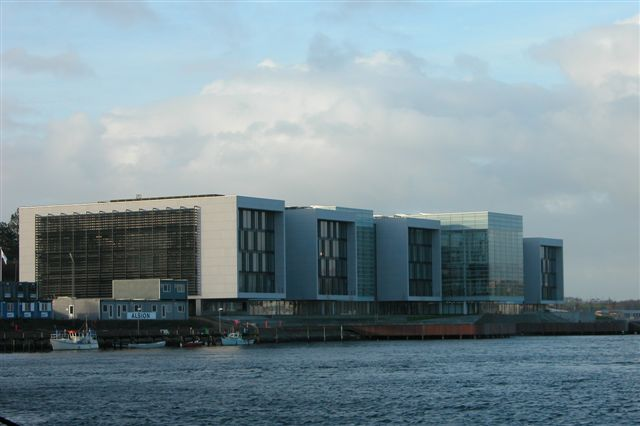
Культурно-образовательный центр Алсион

Симфонический оркестр Южной Ютландии (дат. Sønderjyllands Symfoniorkester) — датский симфонический оркестр, базирующийся в городе Сённерборг.
Первый оркестр, любительский Сённерборгский симфонический оркестр (дат. Sønderborg Symfoniske Orkester), был основан в Сённерборге в 1936 г. органистом Хоконом Элмером. В 1941 г. в связи с военным положением он был распущен, а в 1946 г. воссоздан заново в составе 40 исполнителей. В 1962 г. министерство культуры Дании приняло оркестр под патронат в качестве регионального музыкального коллектива, первый концерт оркестра в качестве государственного состоялся 22 сентября 1963 года. С 2007 года главной концертной площадкой оркестра стал культурно-образовательный центр Алсион — здание сённерборгского отделения Университета Южной Дании.

## Главные дирижёры оркестра
- Хокон Элмер (1936—1965)
- Карл фон Гарагуй (1965—1980)
- Айона Браун (1997—2002)
- Никлас Виллен (2002—2006)
- Владимир Зива (2006—2010)
- Давид Порселейн (2010—2013)
- Люй Шаоцзя (2014—2017)